# Blastus eglandulosus
Blastus eglandulosus är en tvåhjärtbladig växtart som beskrevs av Otto Stapf och Spare. Blastus eglandulosus ingår i släktet Blastus och familjen Melastomataceae. Inga underarter finns listade i Catalogue of Life.